# Farhat Hached

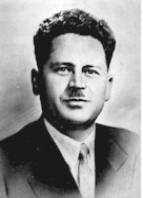
Farhat Hached

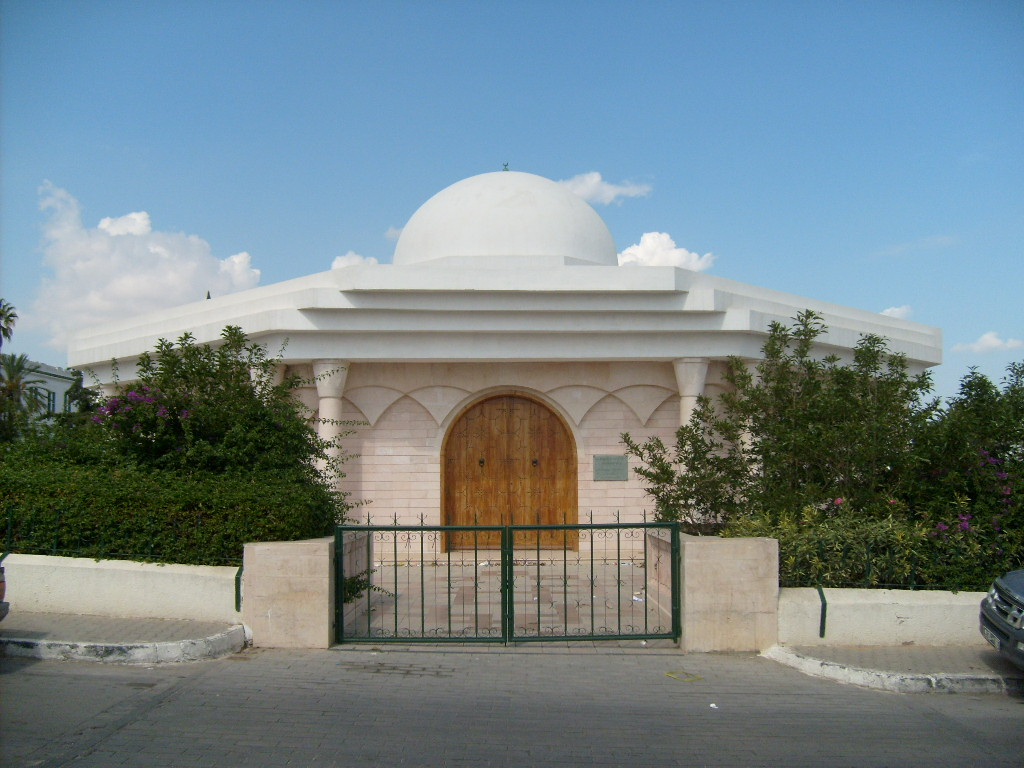
Mausoleum in Tunis

Farhat Hached (arabisch فرحات حشاد , DMG Farḥāt Ḥašād; * 2. Februar 1914 in Abbasia (Kerkenah); † 5. Dezember 1952 bei Radès) war ein tunesischer Gewerkschafter.

## Leben
Hached war 1946 Mitbegründer und erster Generalsekretär des tunesischen Gewerkschaftsdachverbandes Union Générale Tunisienne du Travail, den er bis zu seinem Tod leitete. Er war enger Mitarbeiter von Habib Bourguiba, dem späteren Präsidenten Tunesiens. Hached starb 1952 durch ein Attentat der Main Rouge, einer Terrororganisation, die von der Direction Générale de la Sécurité Extérieure in den 1950er-Jahren betrieben wurde. Als sein Tod bekannt wurde, kam es in Casablanca zu einer Revolte. In der Folge wurden Nationalisten zwei Jahre lang ohne Prozess inhaftiert.
1955 wurde sein Leichnam, der zunächst in Kerkenah beigesetzt worden war, in ein Mausoleum in Tunis umgebettet. Es wurde 2002 durch einen Neubau ersetzt.
Hached hinterließ vier Kinder; sein ältester Sohn Noureddine Hached (* 1944) ist Politiker, Vizepräsident der Arabischen Liga und Botschafter Tunesiens. Er forderte die tunesische Regierung 2009 dazu auf, den Fall der Ermordung seines Vaters wieder aufzunehmen, nachdem Al Jazeera einen Dokumentarfilm ausgestrahlt hatte, in dem Habib Bourguiba in Zusammenhang mit dem Mord gebracht worden war. In dem Film rechtfertigte ein nach eigener Aussage an dem Attentat beteiligtes ehemaliges La-Main-Rouge-Mitglied die Tötung als legitim.

## Ehrungen
2002 ehrte der Internationale Bund Freier Gewerkschaften Hached mit einer Zeremonie in Brüssel und gedachte seiner als tunesischer, afrikanischer und internationaler Gewerkschafter.
In fast jeder tunesischen Stadt ist eine der größten Straßen nach Hached benannt. In Sousse ist auch das Universitätskrankenhaus nach ihm benannt.
Außerdem ist der Gewerkschafter seit 2017 auf dem 20 Dinar Schein abgebildet.

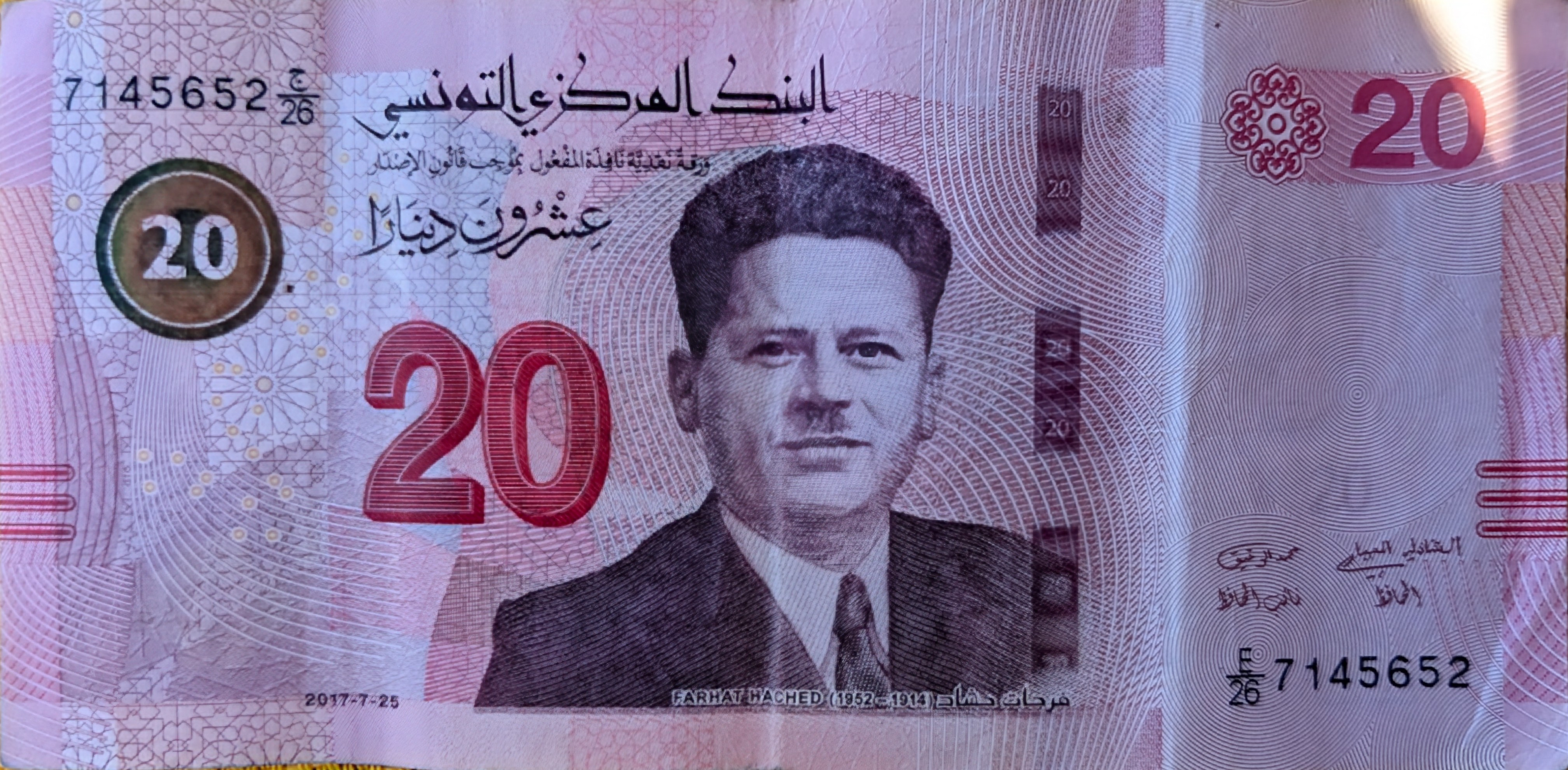
20 Tunesian Dinar Farhat Hached